# Picea laxa
Picea laxa, (Münchh.) Sarg., 1890,  è una specie di peccio, appartenente alla famiglia delle Pinaceae, originario della foresta boreale del Nord America, dall'Alaska fino alla costa atlantica, inclusa l'isola di Terranova, con estensione meridionale fino al Montana, Minnesota e Maine.
È localmente noto con vari nomi tra cui principalmente abete del Canada o abete delle Black Hills.

## Etimologia
Il nome generico Picea, utilizzato già dai latini, potrebbe, secondo un'interpretazione etimologica, derivare da Pix picis = pece, in riferimento all'abbondante produzione di resina. Il nome specifico laxa deriva dal latino (da laxus = aperto, allargato) in riferimento al portamento della chioma.

## Morfologia
L'abete del Canada è un albero sempreverde, alto mediamente 30 metri, ma che può raggiungere anche i 40–50 m, con un tronco del diametro fino ad un metro. La corteccia è sottile e con scaglie desquamanti di circa 10 cm di diametro. La cima è a forma conica negli esemplari giovani e tende a diventare cilindrica con l'età. Le foglie aghiformi hanno lunghezza di 12–20 mm, con sezione rombica, di colore blu-verdastro nella pagina superiore dove sono presenti numerose linee stomatiche, e blu-biancastro nella pagina inferiore dove si trovano due larghe bande di stomi.
Le pigne sono pendule, a forma di cilindri affusolati, lunghe da 3 a 7 cm e larghe 1,5 cm da chiuse, fino a 2,5 cm aperte. Hanno scaglie sottili e flessibili di 15 mm, con margine arrotondato. Il colore inizialmente verde o rossastro, diviene marron chiaro a maturazione, dopo 4-6 mesi dall'impollinazione. I semi sono neri, lunghi 2–3 mm, con un'esile ala marroncino lunga da 5 a 8 mm.

## Distribuzione e habitat
Rappresenta la più importante presenza vegetale arborea nelle foreste boreali del continente nordamericano; vegeta dal livello del mare (nella parte settentrionale dell'areale) ai 1900 m (nella parte meridionale), su suoli usualmente di origine fluviale o glaciale, lievemente acidi o neutri e spesso podzolici. Il clima di riferimento è prevalentemente di tipo freddo continentale, tranne nella parte più orientale dell'areale dove prevale quello marittimo, con precipitazioni annue che variano dai 200 ai 1250 mm; anche la stagione vegetativa è molto variabile, dai 25 ai 160 giorni annui. Cresce in formazioni prevalentemente pure in gran parte del suo areale con saltuaria ricorrenza di Betula papyrifera; in alcune parti dell'areale si accompagna anche a altre conifere.

## Tassonomia
Taxon conosciuto meglio come P. glauca. Recentemente Gilman, A.V. (2015) e Mohlenbrock, R.H. (2014) hanno utilizzato la nomenclatura binomiale qui adottata e conforme con Plants of the world online a cura dei Kew Gardens.

### Sinonimi
Numerosi sono i sinonimi riportati:
- Abies alba (Castigl.) Michx.
- Abies alba var. nana Jacques
- Abies arctica A.Murray bis
- Abies canadensis Mill.
- Abies coerulea Lodd. ex J.Forbes
- Abies laxa (Münchh.) K.Koch
- Abies virescens R.Hinterh. & J.Hinterh.
- Picea alba (Münchh.) Link
- Picea alba var. foetida Penh.
- Picea canadensis var. albertiana Rehder
- Picea canadensis var. nana (Jacques) Sudw.
- Picea canadensis f. parva Vict.
- Picea coerulea (Lodd. ex J.Forbes) Link
- Picea glauca (Moench) Voss
- Picea glauca f. buxoides J.R.Schramm
- Picea glauca f. conica Rehder
- Picea glauca f. nana (Jacques) Rehder
- Picea glauca f. parva Fernald & Weath.
- Picea tschugatskoyae Carrière
- Pinus alba var. arctica (A.Murray bis) Parl.
- Pinus alba var. nana (Jacques) Antoine
- Pinus canadensis (Mill.) Du Roi
- Pinus canadensis var. alba (Münchh.) Castigl.
- Pinus glauca Moench
- Pinus tetragona Moench
- Pinus virescens Neilr.

## Usi
Il legno di questa specie riveste grande importanza economica: tenace e ben lavorabile, è utilizzato in edilizia e nell'industria cartaria. In Alaska le caratteristiche baite vengono costruite spesso con tronchi di peccio bianco, con la corteccia lasciata sulla parte rivolta all'esterno. Altri utilizzi tipici sono in carpenteria, falegnameria, per effettuare finiture in legno e pavimentazioni interne; meno comuni ma particolari sono le realizzazioni di strumenti musicali e pagaie per le canoe. Viene molto apprezzato come albero ornamentale, ed in commercio esistono diverse cultivar originate dalla varietà albertiana.

## Conservazione
Trattasi di specie con areale vastissimo e presenza molto comune, e pertanto viene classificata come specie a rischio minimo nella Lista rossa IUCN.